# Xyrichtys splendens
Xyrichtys splendens är en fiskart som beskrevs av Castelnau, 1855. Xyrichtys splendens ingår i släktet Xyrichtys och familjen läppfiskar. IUCN kategoriserar arten globalt som livskraftig. Inga underarter finns listade i Catalogue of Life.

## Bildgalleri

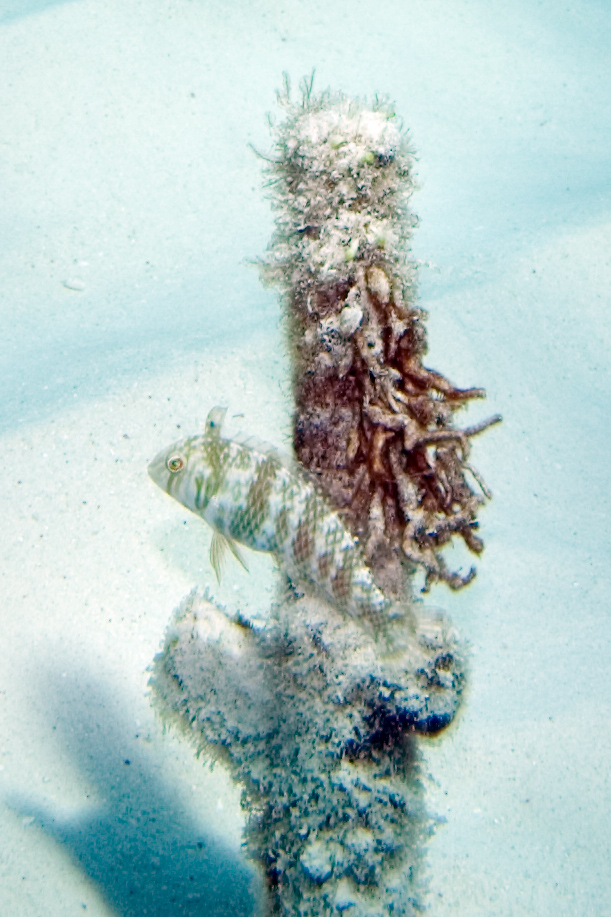
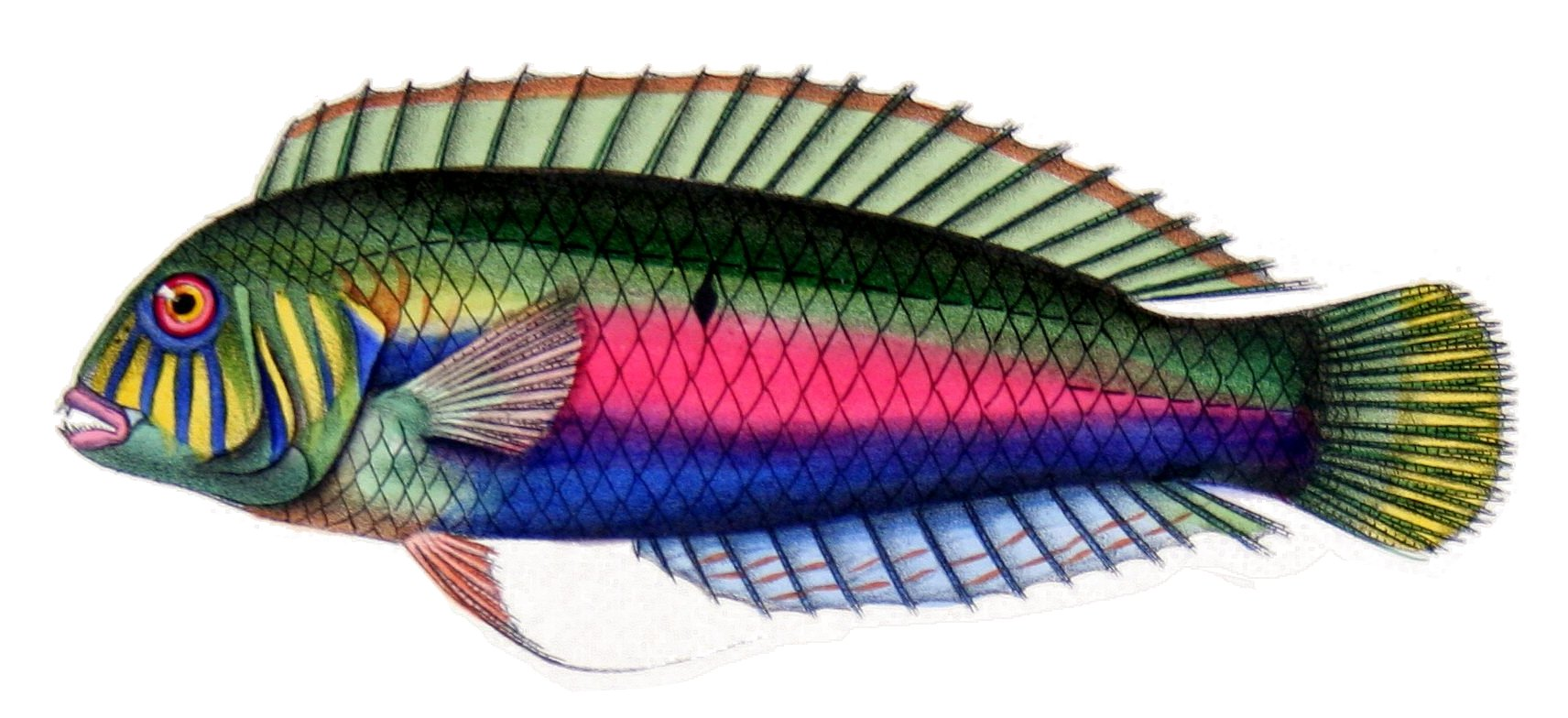